# Lucien Arman
Pour les articles homonymes, voir Arman (homonymie).
Lucien, Jean Arman, né à Bordeaux le 23 novembre 1811 et mort dans cette même ville le 7 octobre 1873, est un architecte, constructeur naval et député du Corps législatif (de 1857 à 1869) sous le Second Empire.

## Biographie
Lucien Arman suit la même voie professionnelle que son père, Jean-Léonard Arman (1788-1839) : il mène des études de mathématiques et obtient un diplôme de constructeur de navires. Sa mère Adèle Marguerite née Courau (1794-1822) est aussi la fille d'un constructeur de  navire, les chantiers Courau,. Il se marie en 1839 avec Laure Caillavet (1822-1860) avec qui, il a un fils, Albert (1841-1919), marié avec Léontine Lippmann, salonière et maîtresse d'Anatole France. Son petit-fils est l'auteur dramatique Gaston Arman de Caillavet. Son épouse, Laure Caillavet, apporte en dot le château de Malleret à Cadaujac, qu'il fera agrandir en 1860, ainsi que le domaine du Haut-Maurin et le domaine de Guionneau à Capian.   
Il s'associe avec son oncle Gustave Courau (1798 - 1869) dans l'entreprise familiale, puis créé les chantiers Arman qui produisent des bateaux de commerce et fournissent les marines française et russe en navires de guerre. Inventeur d'une technique de construction mixte (fer et bois) de bâtiments à vapeur, il joue un rôle important dans les chantiers navals de Bordeaux et reçoit une grande médaille d'honneur de la classe marine et arts militaires lors de l'Exposition universelle de 1855.
Membre de la chambre de commerce de Bordeaux, il est élu conseiller municipal de la ville puis conseiller général de la Gironde (canton de Cadillac) en 1854.
Proche de Napoléon III, il est candidat officiel du gouvernement dans la cinquième circonscription de la Gironde (Libourne), lors des élections législatives de 1857 et est facilement élu contre  Jean David, le député sortant. Aux élections législatives de 1863, il est plus difficilement réélu face au second duc Decazes, orléaniste opposant à l'Empire. Un redécoupage des circonscriptions, favorable à son adversaire, Gustave Gaspard Chaix d'Est-Ange, lui fait perdre les élections législatives de 1869. 
Son épouse Laure, de santé fragile, meurt en 1860 à l'âge de quarante ans.  
Il a l'honneur au mariage de son fils avec Léontine Lippmann en 1869 à la chapelle des Tuileries d'accueillir Napoléon III et l'impératrice Eugénie qui y assistent. 
Lucien Arman entre par ailleurs à l'Académie des sciences, belles-lettres et arts de Bordeaux en 1859. 
Il démissionne de tous ses mandats en janvier 1869 à la suite de la faillite de son entreprise en novembre 1868.
Il meurt dans sa ville natale en 1873 et est inhumé au cimetière de la Chartreuse.

## Les Chantiers et Ateliers de l'Océan

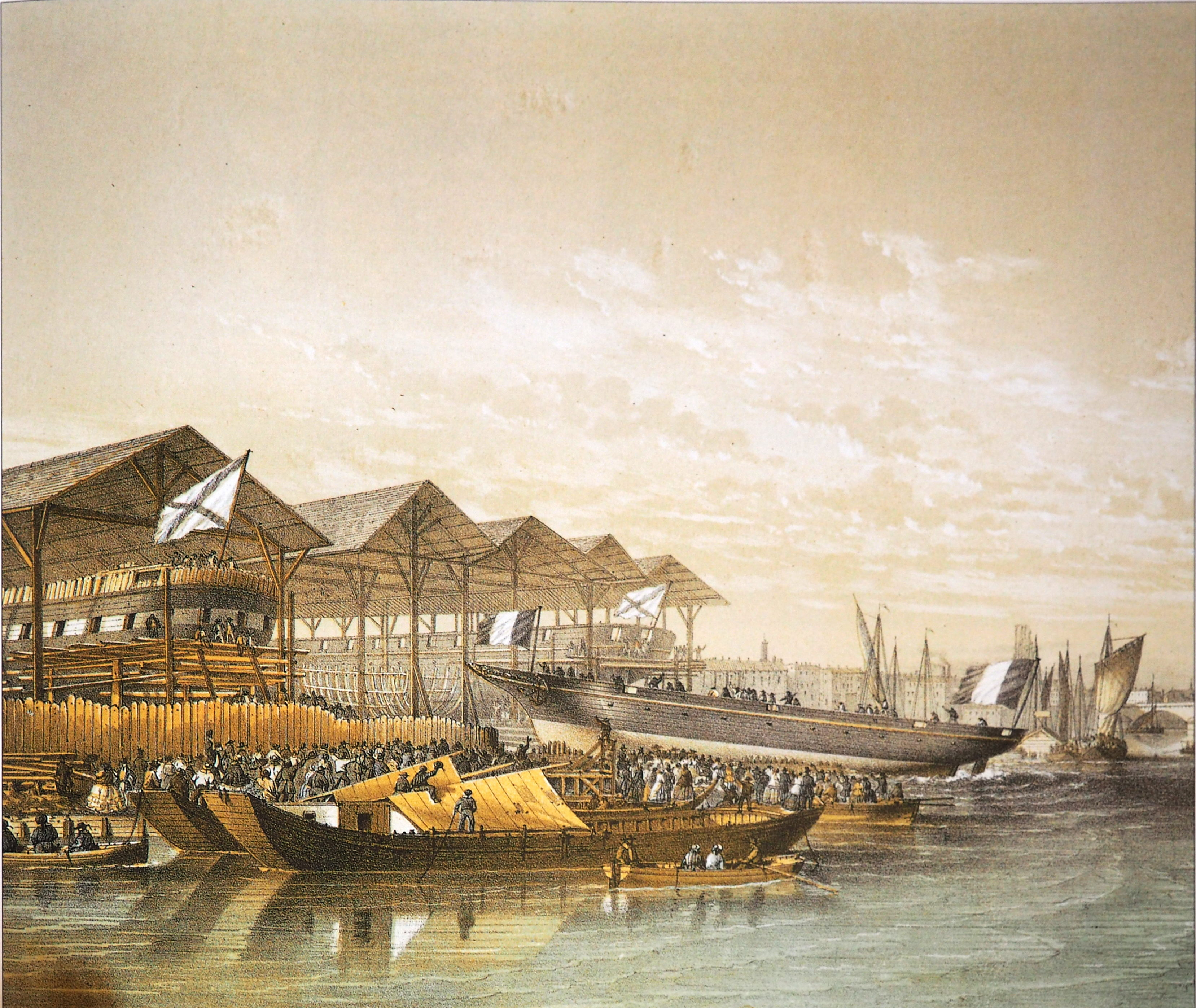
Lancement du navire de guerre français Renaudin (1857) au chantier Arman. Aquarelle de Louis Le Breton. On peut également voir deux navires en construction pour la Russie: la frégate Svetlana et la corvette Baïan. Le Shtandart, un yacht pour l'empereur de Russie Alexandre II est également visible, à un stade plus précoce de la construction.

Sous l'impulsion de Lucien Arman, les chantiers navals de l'Océan lancèrent plus de cent navires à voiles et à vapeur entre 1849 et 1860. Les ateliers couverts situés quai de Sainte-Croix et Bacalan à Bordeaux pouvaient abriter plus d'une vingtaine de coque à la fois, et employaient plus d'un millier de personnes. En plus de canonnières pour la France, ils bâtirent des batteries flottantes, une frégate et une corvette pour la Russie, un aviso pour le bey de Tunis et une frégate cuirassée pour l’Italie.

## L'affaire duSphinxet duChéops
En 1863, Napoléon III qui ne cachait pas son soutien aux États confédérés pendant la Guerre de Sécession, demande aux Chantier Arman la construction de deux navires-béliers cuirassés, afin de les aider à percer le blocus maritime imposé par les forces de l'Union. L’achat de ces navires devait être financé par les recettes de l’emprunt sur le coton sudiste. Pour ne pas éveiller les soupçons, la commande est officiellement passée pour le compte de la marine égyptienne, et les deux cuirassés sont produits sous les noms de Sphinx et Chéops. Cependant, le consul de l'Union John Bigelow finira par découvrir la supercherie et obligera la France à exiger la rupture du contrat. Lucien Arman vendra alors ses deux navires à la Prusse et au Danemark ; les deux nations étant en guerre l'une contre l'autre. Finalement le Sphinx, devenu le Staerkodder sera refusé par le Danemark, et en 1865, Arman pourra alors le vendre secrètement à la marine confédérée sous le nom de CSS Stonewall. Arrivé trop tard en Amérique alors que la guerre est finie, il n'aura pas l'occasion d'être utilisé au combat par les Sudistes mais, après plusieurs péripéties, il rejoindra le Japon, participant sous le nom de Kōtetsu à la guerre de Boshin.

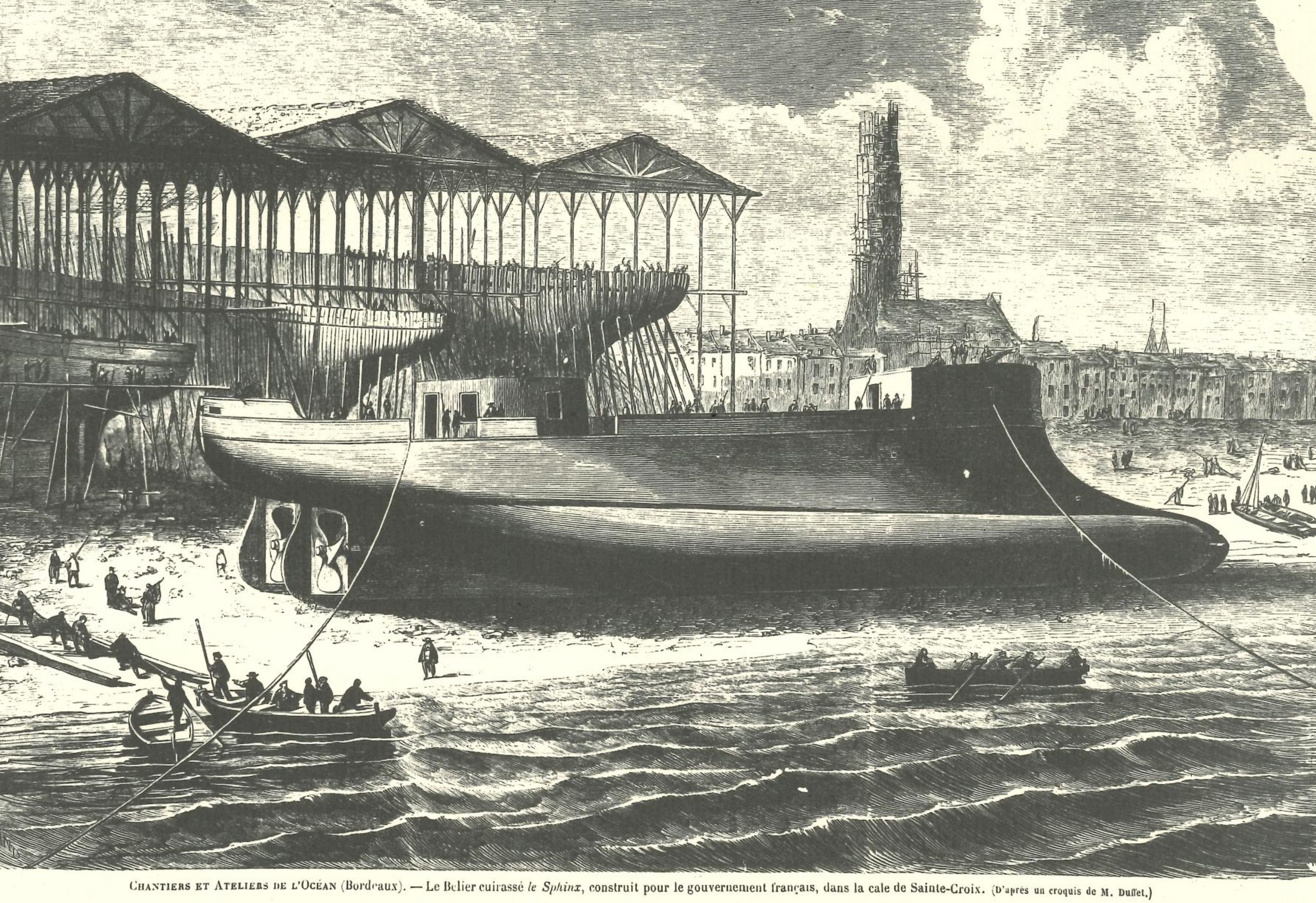
Construction du bélier-cuirassé le Sphinx à Bordeaux en 1863.

## Distinction
Lucien Arman est fait commandeur de la Légion d'honneur en 1864,.